# Finsterwolderhamrik (waterschap)
Finsterwolderhamrik is een voormalig waterschap in de Nederlandse provincie Groningen. Het werd in de volksmond ook wel Achterhamrik genoemd.
Het schap lag ten oosten van Ganzedijk en werd omsloten door de Egyptische dijk (750 m noordelijk van de weg de Finsterwolderhamrik) in het noorden, de weg Kostverloren in het oosten, de Binnen Tjamme in het zuidoosten en het Bellingerwolderhoofddiep (ook wel Buiskooldiep genaamd) in het westen. De bemaling gebeurde door middel van een molen en een stoomgemaal, die via een watergang in verbinding loosden op de Buiten Tjamme, die onderaan de Egyptische dijk liep. 
Waterstaatkundig gezien ligt het gebied sinds 2000 binnen dat van het waterschap Hunze en Aa's.